# Rokyni
Rokyni (ukrainisch Рокині; russisch Рокини/Rokini, polnisch Rokinie) ist eine Siedlung städtischen Typs in der Ukraine mit etwa 1500 Einwohnern. Sie liegt am Zusammenfluss der Serna mit dem Styr in der Oblast Wolyn im Rajon Luzk, das Rajonszentrum und gleichzeitig Oblastzentrum Luzk ist etwa 10 Kilometer südöstlich gelegen.

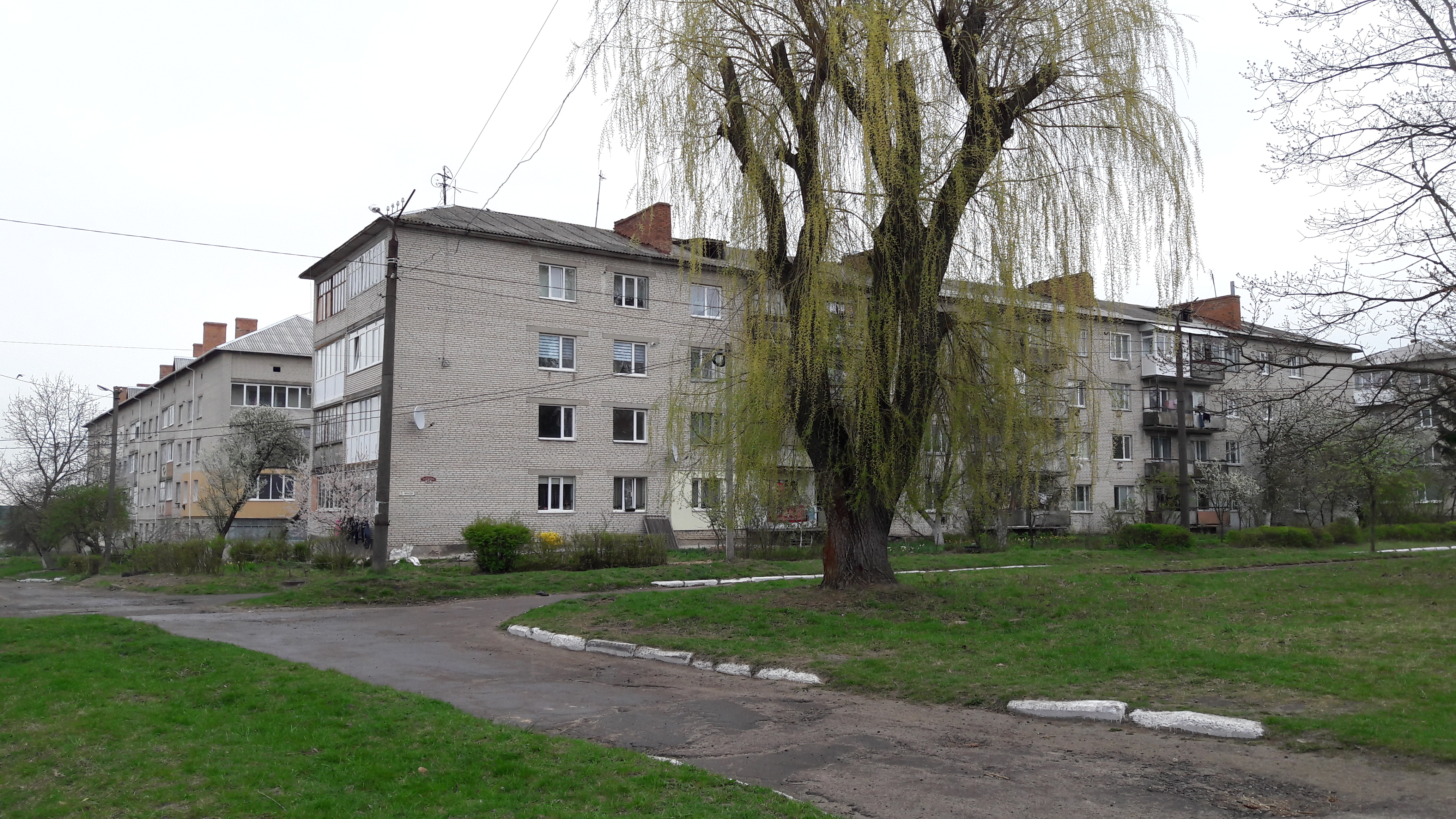
Wohnblocks im Ort

Am 12. Juni 2020 wurde die Siedlung ein Teil neu gegründeten Stadtgemeinde Luzk; vorher ab dem 9. August 2016 war sie ein Teil der neugegründeten Landgemeinde Knjahynynok, bis dahin bildete die Siedlung zusammen mit dem Dorf Bryschtsche (Брище) die gleichnamige Siedlungsratsgemeinde im Nordosten des Rajons Luzk.

## Geschichte
Der Ort wurde im Jahr 1545 zum ersten Mal schriftlich als Rukina erwähnt und lag bis 1795 als Teil der Adelsrepublik Polen-Litauen in der Woiwodschaft Wolhynien. Danach kam es zum neugegründeten Gouvernement Wolhynien als Teil des Russischen Reiches.
Nach dem Ende des Ersten Weltkriegs wurde der Ort ein Teil der Zweiten Polnischen Republik (Woiwodschaft Wolhynien, Powiat Łuck, Gmina Kniahininek). Infolge des Hitler-Stalin-Pakts besetzte die Sowjetunion das Gebiet, nach dem deutschen Überfall auf die Sowjetunion 1941 war der Ort bis 1944 unter deutscher Herrschaft, kam nach dem Zweiten Weltkrieg wieder zur Sowjetunion und wurde in die Ukrainische SSR eingegliedert. Seit dem 25. September 1989 hat der Ort wegen des in der Siedlung liegenden Ambulatoriums den Status einer Siedlung städtischen Typs und gehört seit 1991 zur heutigen Ukraine.
Im Ort befindet sich das Museum der Geschichte der Landwirtschaft in Wolhynien.